# أسبوع التراث

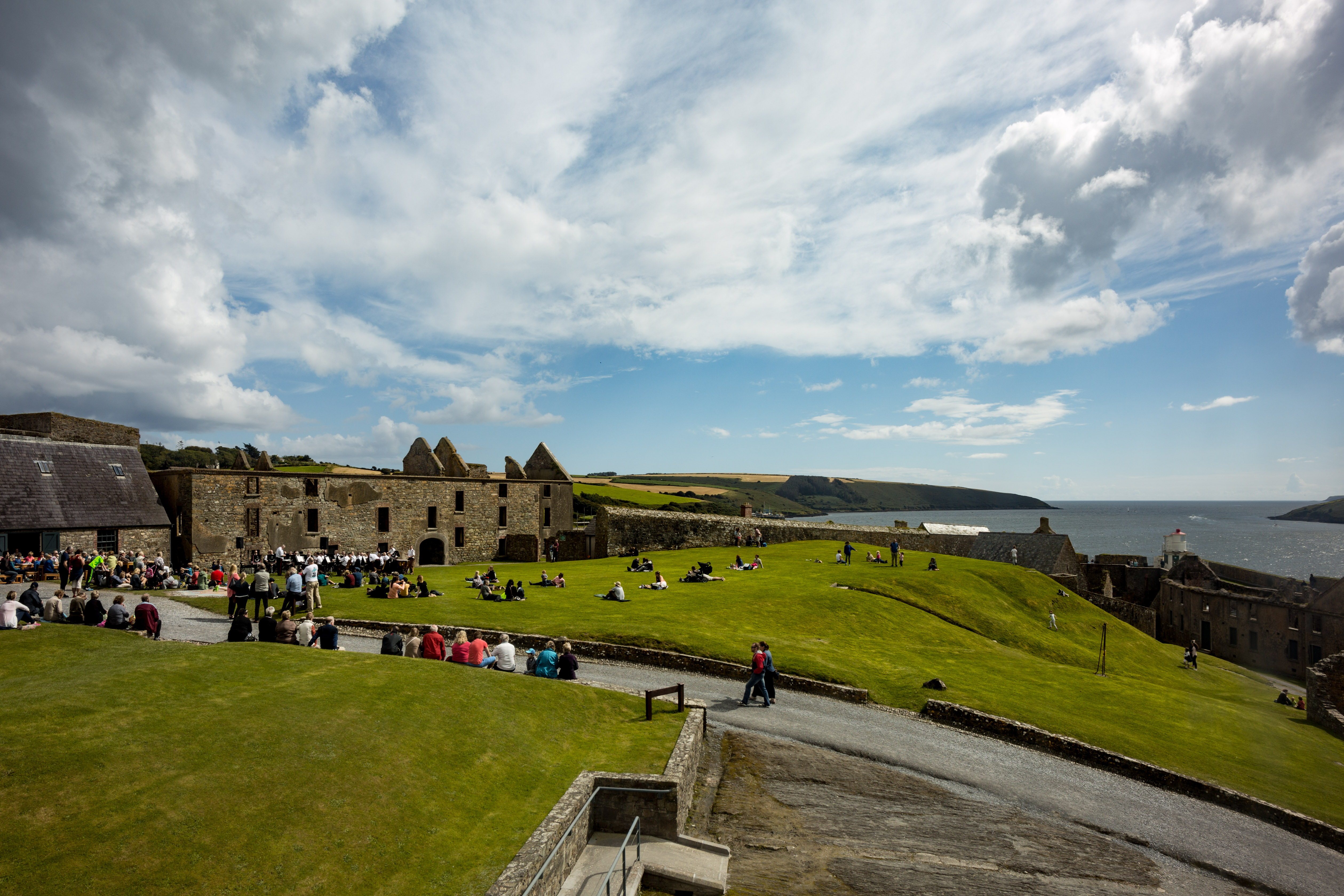

أسبوع التراث هو مجموعة من الأحداث السنوية القومية التي ينظمها مجلس التراث في جمهورية أيرلندا.
ويعد أسبوع التراث جزءًا من أيام التراث الأوروبي، الذي يعد عملاً مشتركًا بين مجلس أوروبا والمفوضية الأوروبية.
ويوجد برنامج تطوعي مرتبط بتنظيم الأحداث.
يشار إلى أن أسبوع التراث 2010 قد امتد من 21 حتى 29 أغسطس.

## وصلات خارجية
- Heritage Week website